# Korytarz wtargnięcia
Korytarz wtargnięcia – eliptyczny obszar gęstych warstw atmosfery, w który musi trafić statek kosmiczny podczas wchodzenia do atmosfery, aby przejść przez nią bez uszkodzeń.
Wejście powyżej korytarza wtargnięcia powoduje za małe wytracenie prędkości, zbliżenie się do planety, a następnie ponowne oddalenie się od niej (odbicie od atmosfery).
Wejście poniżej korytarza powoduje wejście pod zbyt dużym kątem i zbyt szybkie hamowanie o atmosferę, co skutkuje nadmiernym nagrzewaniem się osłon termicznych statku poprzez tarcie. Powoduje to zagrożenie dla załogi i konstrukcji statku. Może skutkować jego uszkodzeniem lub zniszczeniem.